# Hypomecis humanitas
Hypomecis humanitas là một loài bướm đêm trong họ Geometridae.